# Přetahování zaměstnanců
Přetahování zaměstnanců (anglicky employee poaching) je neformální označení pro praxi nabízení zaměstnání pracovníkovi, který je v době nabídky zaměstnán u jiného zaměstnavatele ve stejném či obdobném oboru.
Ve Spojených státech amerických je nabírání lidí od konkurence legální. Původní zaměstnavatel ale může tvrdit, že zaměstnanec či jiný zaměstnavatel tím porušil jiná pravidla, třeba konkurenční doložku, nebo že odcizil obchodního tajemství. Pokud je cílem přetahování opravdu získání obchodních tajemství, je to už trestné. Etické a právní spory v této oblasti vyplývají z konfliktu mezi právem zaměstnance na volný přístup na pracovní trh a právem zaměstnavatele chránit znalosti a dovednosti, které považuje za vlastnictví podniku. Zaměstnavatelé se mohou pokoušet přetahování zaměstnanců předcházet začleňováním konkurenčních doložek do pracovních smluv. Od roku 2024 však ve Spojených státech platí plošný federální zákaz těchto doložek vydaný Federální obchodní komisí (FTC), který je činí nevymahatelnými, s výjimkou úzce vymezených situací.

## Přetahování zaměstnanců v České republice
V Česku je zakázané, aby se firmy domluvily, že si nebudou navzájem přetahovat zaměstnance. Je jedno, jestli je to napsané v pracovní smlouvě, sdělené e-mailem nebo řečené mezi čtyřma očima. Zákon to bere stejně. Když se na takovou dohodu dojde, Úřad pro ochranu hospodářské soutěže může firmě dát pokutu až 10 % z jejího ročního obratu.

## Konkurenční doložka
Zaměstnavatel může uzavřít se zaměstnancem konkurenční doložku, obvykle jako součást pracovní smlouvy. Ta se používá u pozic, kde je riziko, že by pracovník po odchodu mohl ihned přejít ke konkurenci a využít nabyté know-how. Platí jen na dobu maximálně jednoho roku po skončení pracovního poměru, musí být sjednána písemně a zaměstnavatel je povinen po tuto dobu vyplácet bývalému zaměstnanci peněžní náhradu ve výši alespoň 50 % jeho průměrného měsíčního výdělku. Porušení doložky může zaměstnavatel sankcionovat smluvní pokutou, jejíž výše musí být uvedena přímo v dohodě.